# Size (Unix)

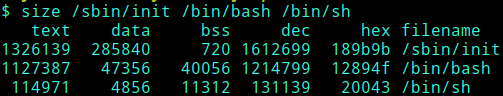
size命令的执行结果

size是一条在Unix系统中显示二进制文件中各種資料大小的命令，默认输入文件为 a.out。

## 歷史
此軟件最初由David Henkel-Wallace加入到GNU Binutils中，再由不同的開發者繼續開發，截至2021年3月15日，共有23名開發者參與開發。

## 用途
在Linux中，執行檔由多個部分組成，可以使用這指令查看個部分大小。